# 亚历山大·别格洛夫
亚历山大·德米特里耶维奇·别格洛夫（俄語：Александр Дмитриевич Беглов，1956年5月19日—），俄罗斯政治人物。现任圣彼得堡市市长。

## 生平
1956年生于巴库。军人家庭出身。1976年至1978年在苏联武装力量服役。1983年毕业于列宁格勒土木工程学院。此后长期在圣彼得堡建筑领域工作。1993年在通过关于建筑学的论文答辩后，获得了技术科学副博士学位。
2003年加入统一俄罗斯党，2003年6月至10月短期代理圣彼得堡市长。2004年至2008年担任俄罗斯总统办公厅监察局局长。2008年5月至2012年5月担任俄罗斯总统办公厅副主任。
2012年5月至2017年12月，担任俄罗斯联邦总统驻中央聯邦管區全权代表。2017年12月至2018年10月，俄罗斯联邦总统驻西北聯邦管區全权代表。
2018年10月3日，由于格奥尔基·波尔塔夫琴科自愿辞去圣彼得堡市市长职务，亚历山大·别格洛夫被任命为代理市长。2019年9月，在圣彼得堡市长选举第一轮投票中获得了83.61％的统计选票。9月18日正式宣誓就任。

## 家庭
别格洛夫在2017年度申报的收入为690万卢布。她的妻子是纳塔利娅（1955年生）。育有3个女儿。

## 荣誉
- 三级祖国功勋勋章（2012年）
- 四级祖国功勋勋章（2006年5月19日）
- 俄罗斯联邦功勋建筑师荣誉称号（2004年3月15日）